# Ferdinand Karapetian
Ferdinand Karapetian, né le 19 décembre 1992, est un judoka arménien en activité évoluant dans la catégorie des moins de 73 kg (poids légers). Il a remporté la médaille d'or des championnats d'Europe 2018 dans sa catégorie.

## Palmarès

### Palmarès international
| Année | Compétition           | Lieu     | Résultat | Catégorie      |
| ----- | --------------------- | -------- | -------- | -------------- |
| 2018  | Championnats d'Europe | Tel Aviv | 1er      | Moins de 73 kg |